# مؤسسه جفری چیه در جنوب شرقی آسیا
مؤسسه جفری چیه در جنوب شرقی آسیا (JCI) یک اتاق فکر مستقل مالزی است که در مارس ۲۰۱۴ با تمرکز بر نگرانی‌های کلیدی سیاست‌های عمومی در جنوب شرقی آسیا تأسیس شده‌است. این موسسه وابسته به دانشگاه سان وی در استان سلانگور مالزی است.
کار JCI در چهار زمینه اصلی متمرکز است: اقتصاد، آموزش، پیشرفت اجتماعی و حکومت‌داری.
این مؤسسه همچنین کمک‌های مالی سفرای دانشگاهی را برای تبادل دانشگاهی بین دانشجویان و کارمندان دانشگاه سان وی، کالج سان وی، پردیس مالزی دانشگاه موناش و دانشگاه هاروارد در ایالات متحده را تسهیل می‌کند.

## تاریخ
JCI به عنوان بخشی از هدیه بنیاد جفری چیه ایجاد شد که دو موقعیت استادی در مطالعات جنوب شرقی آسیا در دانشگاه هاروارد تأسیس کرد.